# NGC 509
NGC 509 je čočková galaxie v souhvězdí Ryb. Její zdánlivá jasnost je 13,7m a úhlová velikost 1,6′ × 0,6′. Objevil ji Albert Marth 1. října 1864.
Od Země je vzdálená 105 milionů světelných let a pravděpodobně patří do skupiny galaxií, která má označení LGG 23 a tvoří ji 9 či více členů. Hlavním členem této skupiny je galaxie NGC 524.

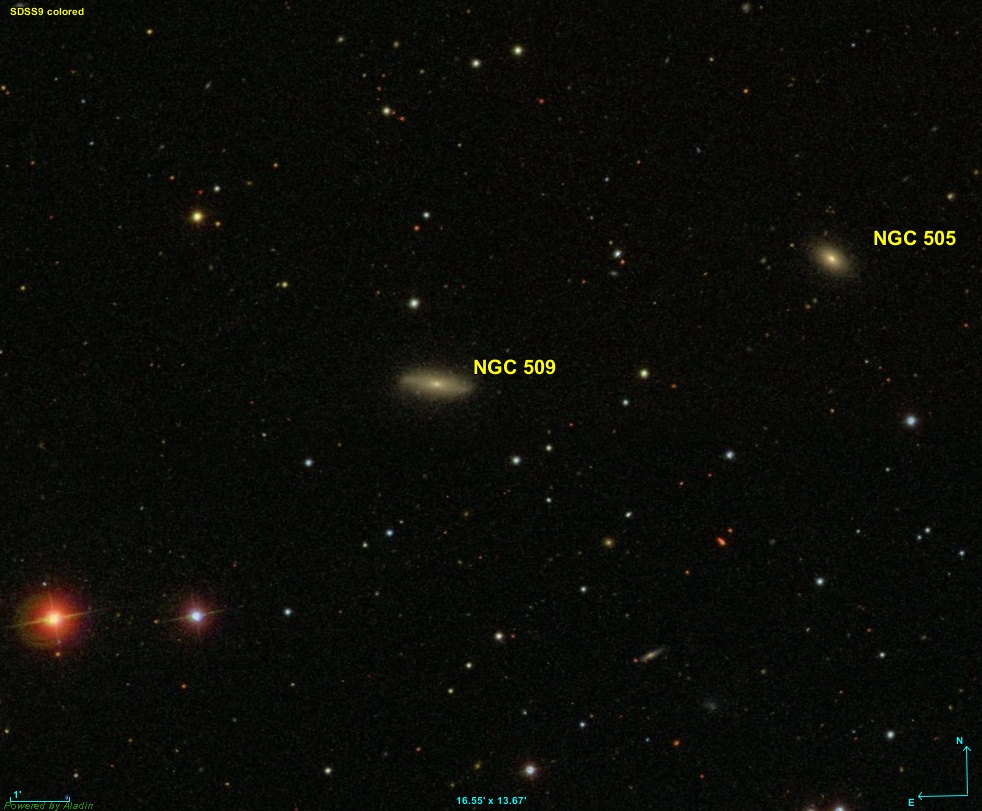
NGC 509 a NGC 505 na snímku z SDSS